# Africo
Africo  és un municipi situat al territori de la Ciutat metropolitana de Reggio de Calàbria, a la regió de la Calàbria, (Itàlia).
Africo limita amb els municipis de Bianco, Bruzzano Zeffirio, Bova, Cosoleto, Roghudi, Samo, Sant'Agata del Bianco i Staiti.

## Galeria

Localització d'Africo a la prov. de Reggio Calabria